# 大田朱美
大田 朱美（おおた あけみ、1938年1月5日 - ）は、日本の元アニメーター。本名は宮﨑 朱美（みやざき あけみ）。公益財団法人トトロのふるさと基金評議員。結婚後に出版された書籍などでは宮崎 朱美（みやざき あけみ）名義を用いることもある。
財団法人トトロのふるさと財団の理事などを歴任した。
夫はアニメ映画監督の宮崎駿、長男に同じくアニメ映画監督になった宮﨑吾朗、次男に版画家の宮﨑敬介がいる。

## 人物

### 生い立ち
父は版画家の大田耕士で、師匠の恩地孝四郎や平塚運一と共に「日本教育版画協会」を創立している。また、姉の園叡（園サトル、大田サトル）は女性アニメーターの草分けとして、持永只仁の人形映画製作所やスタジオ・ノーヴァなどで人形アニメーション作品を手がけた。
東京都立豊多摩高等学校を経て、女子美術大学短期大学部を卒業。

### 東映動画に入社
アニメーターとして、東映動画（のちの東映アニメーション）に入社。
1958年公開の日本初長編カラーアニメーション「白蛇伝」で動画を担当し、アニメーターとしてデビューした。以降、「少年猿飛佐助」「西遊記」「安寿と厨子王丸」「アラビアンナイト・シンドバッドの冒険」などで動画を手がけ、1965年公開の「ガリバーの宇宙旅行」で原画に昇格した。

### 宮崎駿と結婚
1965年10月、「結婚後も仕事を続ける」という条件で、同僚の後輩にあたる3歳年下の新人アニメーター宮﨑駿と結婚した。1967年1月に長男・宮崎吾朗を出産、1970年4月に次男・宮崎敬介を出産した。
当時の東映動画では、「女性は結婚したら辞めなければならない」という雇用差別があったが、同僚のアニメーター奥山玲子が結婚・出産後も会社に残ってアニメーターを続けていたので、大田朱美も結婚・出産後も会社に残ってアニメーターを続けた。
この頃、結婚・出産した女性スタッフのため、夫の宮崎駿や高畑勲らが組織する「労働組合」が、会社を相手に「女性スタッフの権利」を守るべく戦っている。

### アニメーターを辞めて育児に専念
そのような中で夫の宮崎駿が、大塚康生に誘われ、アニメ「長くつ下のピッピ」を手がけることになり、1971年に高畑勲・小田部羊一と共に東映動画を退社して、「Aプロダクション」へと移籍した。「Aプロダクション」は夜型の職場だったので、朝は早く出社しなくても良かったので、夫・宮崎駿が子供を保育園に送っていたが、迎えは無理なので、夕方は大田朱美が子供を迎えに行っていた。
この当時、幼い子供たちは大田朱美に手を引かれて「眠りながら歩いていた」ので、夫の宮崎駿は「共働きは無理だ」と判断して、仕事を辞めるように頼んだ。夫・宮崎駿は「Aプロダクション」へ移籍して以降、帰りは深夜や朝方だったので、家事や子育ては大田朱美が1人でやっており、大田朱美も家事や育児と仕事の両立は限界に来ていた。
このため、大田朱美は不本意ながら、「ながぐつ三銃士」「魔犬ライナー0011変身せよ！」を最後に、1972年に東映動画を退職してアニメーターを引退し、子育てに専念した。宮﨑吾朗が5歳、宮﨑敬介が2歳になった頃である。
大田の絵は「宮崎駿よりも上手かった」と言われており、東映動画時代は夫の宮崎駿よりも将来を有望視されており、才能を惜しまれながら退社した。その後、仕事を辞めなければならなかったことには不満に思っており、書籍などでも「ときどき思い出しては腹を立てていた」と発言している。

### 息子の進路について
息子の宮﨑吾朗が高校時代、父のような「アニメーターになりたい」と考えていた際に、両親揃って反対したが、吾朗いわく「母の反対のほうが精神的によほど重かった」と語っている。母は常日頃から「アニメーターにはなるな」と息子たちに懇願したという。
「仕事に忙殺され、家庭を顧みない夫のような人生を送ってほしくない」「否応なく仕事の結果が世間の目にさらされ、評価を下され、常に父親と比較される。そんな世界に入ってほしくなかった」のではないかと、吾郎は語っている。
母の朱美の強い反対もあり、アニメ関係の大学は諦めた吾郎は「森林・建築系の大学」を選択することになるが、後に『スタジオジブリ』に入社して、2006年公開の『ゲド戦記』の監督をすることになる。

### その後の活動
結婚後に上梓した書籍などでは、「崎」の字を用いて「宮崎朱美」名義を用いている。子育てのためにアニメ業界を引退するが、本人の意志ではなく夫からの要望だったため、長年後悔があったという。
狭山丘陵の「トトロの森」などでナショナルトラスト運動を推進する財団法人トトロのふるさと財団で非常勤の理事などを務めた。
2011年4月1日、『財団法人トトロのふるさと財団』は財団法人から公益財団法人に改組されると同時に、『公益財団法人トトロのふるさと基金』となった。それにともない、同日付で同公益財団法人の評議員となった。

## 主な参加作品

### 長編映画
- 白蛇伝 (1958年) 動画
- 少年猿飛佐助 (1959年) 動画
- 西遊記 (1960年) 動画
- 安寿と厨子王丸 (1961年) 動画
- アラビアンナイト シンドバッドの冒険 (1962年) 動画
- わんぱく王子の大蛇退治 (1963年) 動画
- ガリバーの宇宙旅行 (1965年) 原画
- 太陽の王子 ホルスの大冒険 (1968年) 原画
- 長靴をはいた猫 (1969年) 原画
- 空飛ぶゆうれい船 (1969年) 原画
- どうぶつ宝島 (1971年) 原画
- アリババと40匹の盗賊 (1971年) 動画
- ながぐつ三銃士 (1972年)  原画
- 魔犬ライナー0011変身せよ! (1972年) 動画

## 著書
- 『ゴローとケイスケ - お母さんの育児絵日記』 (1987年、徳間書店) ISBN 4-19-553528-X